# El Desperado (catch)
Kyōsuke Mikami (三上 恭佑, Mikami Kyōsuke) né le 29 décembre 1983, est un catcheur japonais. Il travaille actuellement à la New Japan Pro Wrestling sous le nom de El Desperado. Il est l'actuel champion poids lourds junior IWGP.

## Carrière

### Consejo Mundial de Lucha Libre (2012-...)
Le 3 mars 2013, lui et Okumura battent Fuego et Stuka, Jr. pour remporter les CMLL Arena Coliseo Tag Team Championship, son premier titre dans le catch professionnel. 
Le 3 novembre, lui et Okumura perdent les Arena Coliseo Tag Team Championship contre Delta et Guerrero Maya, Jr.

### Retour a la New Japan (2014-2015)

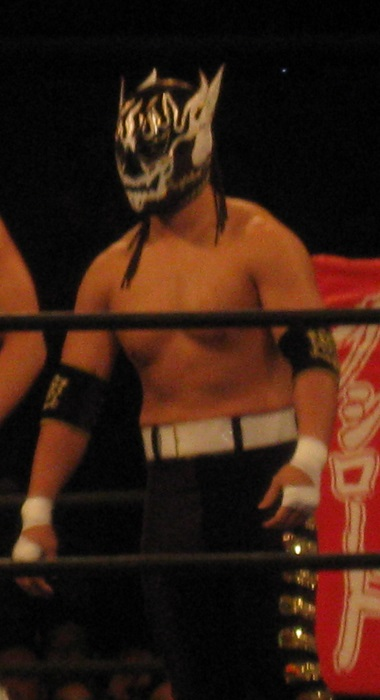
Mikami en tant que El Desperado en Mars 2014.

Lors de Invasion Attack 2014, lui et Kōta Ibushi perdent contre The Young Bucks et ne remportent pas les IWGP Junior Heavyweight Tag Team Championship.
Le 4 juillet, il effectue un heel turn et rejoint le groupe Suzuki-gun. Lors de Destruction in Okayama 2014, lui et Taichi perdent contre Time Splitters (Alex Shelley et Kushida) et ne remportent pas les IWGP Junior Heavyweight Tag Team Championship. Lors de King of Pro Wrestling 2014, il perd contre Ryusuke Taguchi et ne remporte pas le IWGP Junior Heavyweight Championship. Lors de New Year Dash 2015, il perd contre Jushin Thunder Liger et ne remporte pas le NWA World Junior Heavyweight Championship,.

### Pro Wrestling Noah (2015-2016)
Le 10 janvier 2015, il fait ses débuts à la Pro Wrestling Noah en attaquant le GHC Heavyweight Champion Naomichi Marufuji et les GHC Tag Team Champions TMDK (Mikey Nicholls et Shane Haste) avec tous les autres membres de Suzuki-gun. Le 15 mars, lui et Taka Michinoku battent Choukibou-gun (Hajime Ohara et Kenoh) et No Mercy (Daisuke Harada et Genba Hirayanagi) dans un Three Way Match et remportent les GHC Junior Heavyweight Tag Team Championship. Le 11 avril, ils conservent les titres contre Hajime Ohara et Kenoh. Lors de Great Voyage 2015 In Yokohama, ils conservent les titres contre Yoshinari Ogawa et Zack Sabre, Jr..
Le 4 octobre, ils perdent les titres contre Atsushi Kotoge et Daisuke Harada,. Le 23 décembre, ils perdent contre Atsushi Kotoge et Daisuke Harada et ne remportent pas les GHC Junior Heavyweight Tag Team Championship.

### Second Retour à la New Japan Pro Wrestling (2017-...)

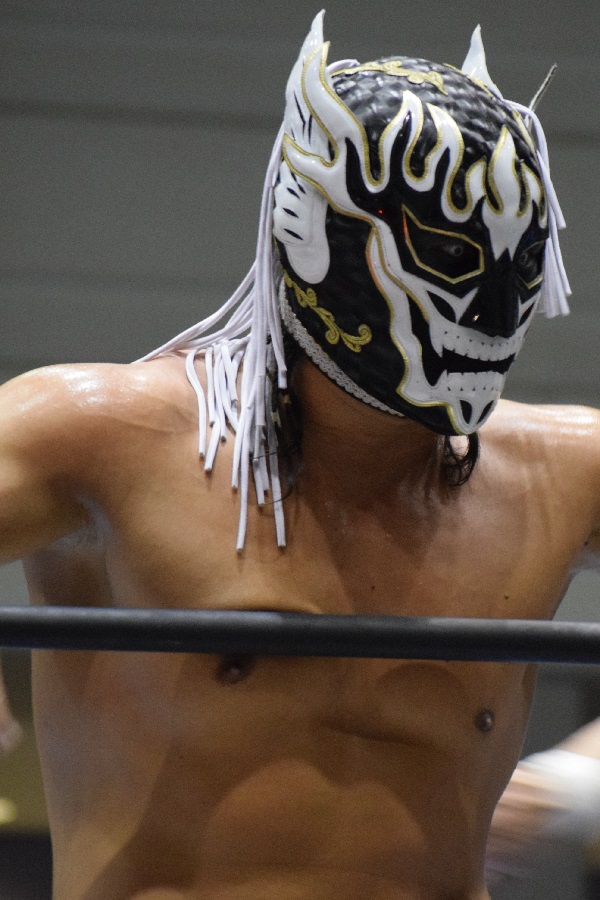
El Desperado en Mai 2017.

Le 5 janvier 2017, lui et les autres membres de Suzuki-gun retournent à la New Japan Pro Wrestling. Lors de The New Beginning in Sapporo, lui et Yoshinobu Kanemaru battent Hirai Kawato et Kushida. Le 7 mars, lui, Zack Sabre, Jr., Taichi et Yoshinobu Kanemaru battent Chaos (Baretta, Gedo, Hirooki Goto et Jado). Le 17 juillet, lui, Minoru Suzuki et Taichi battent Bullet Club (Kenny Omega, Tama Tonga et Chase Owens).
Lors de RevPro/NJPW Global Wars 2017 - Tag 1, il perd contre Matt Riddle.
Lors de 46th Anniversary Show, lui et Yoshinobu Kanemaru battent Roppongi 3K (Sho et Yoh) et Los Ingobernables de Japón (Bushi et Hiromu Takahashi) dans un Three Way Match et remportent les IWGP Junior Heavyweight Tag Team Championship. Lors de Sakura Genesis 2018, ils conservent les titres contre Roppongi 3K et Los Ingobernables de Japón (Bushi et Hiromu Takahashi). Le 23 avril, ils conservent les titres contre Los Ingobernables de Japón (Bushi et Hiromu Takahashi). Lors de Dominion 6.9, ils conservent les titres contre Roppongi 3K. Lors de King of Pro Wrestling 2018, ils conservent les titres contre Tiger Mask IV et Jushin "Thunder" Liger. Du 16 octobre au 3 novembre, ils participent au Super Jr. Tag League (2018), où ils terminent la ronde avec 10 points (cinq victoires et deux défaites) se qualifiant donc pour la finale du tournoi. Lors de Power Struggle (2018), ils perdent en finale contre Roppongi 3K dans un Three Way Match qui comprenaient également Los Ingobernables de Japón (Bushi et Shingo Takagi) et ne remportent donc pas le tournoi. Lors de Wrestle Kingdom 13, ils perdent leur titres contre Los Ingobernables de Japón (Bushi et Shingo Takagi)  dans un Three Way Match qui comprenaient également Roppongi 3K qui mettent fin à leur 304 jours de règnes.
Il participe ensuite à la New Japan Cup 2020 où il se fait éliminer dès le premier tour à la suite de sa défaite contre Tomohiro Ishii. Lors de Sengoku Lord In Nagoya 2020, il perd contre Shingo Takagi et ne remporte pas le NEVER Openweight Championship,.
Le 11 septembre, lui et Yoshinobu Kanemaru battent Los Ingobernables de Japón (Bushi et Hiromu Takahashi) en finale d'un tournoi et remportent les vacants IWGP Junior Heavyweight Tag Team Championship pour la deuxième fois. Le 1er novembre, ils conservent les titres contre Los Ingobernables de Japón (Bushi et Hiromu Takahashi). Il participe ensuite au Best of the Supers Juniors où il termine premier de son bloc avec un record de sept victoires et deux défaites, réussissant à se qualifier pour la finale du tournoi. Le 11 décembre, il perd en finale contre Hiromu Takahashi,,.
Le 23 janvier 2021, ils perdent les titres contre Bullet Club (El Phantasmo et Taiji Ishimori). Le 25 février, ils battent Bullet Club (El Phantasmo et Taiji Ishimori) et remportent les IWGP Junior Heavyweight Tag Team Championship pour la troisième fois. Lors de Castle Attack - Tag 2, il bat Bushi et El Phantasmo pour remporter le vacant IWGP Junior Heavyweight Championship, devenant double champion.
Le 4 mars, il perd contre Kōta Ibushi pour le IWGP Heavyweight Championship et le IWGP Intercontinental Championship.
Le 17 août, lui et Yoshinobu Kanemaru battent Bullet Club (El Phantasmo et Taiji Ishimori) en finale du Super Jr. Tag League pour remporter le tournoi,.
Lors de Power Struggle 2021, il bat Robbie Eagles et remporte le IWGP Junior Heavyweight Championship pour la seconde fois. Lors de Wrestle Kingdom 16 In Tokyo Dome - Tag 1, il conserve son titre contre Hiromu Takahashi.

#### Strong Style (2023-...)
Lors de The New Beginning In Osaka 2023, lui, Minoru Suzuki et Ren Narita battent House Of Torture (Evil, Yujiro Takahashi et Sho) et remportent les NEVER Openweight 6-Man Tag Team Championship. Le 3 avril, ils conservent leur titres contre House Of Torture (Evil, Yujiro Takahashi et Sho). Lors de Wrestling Dontaku 2023, ils perdent les titres contre Chaos (Kazuchika Okada et Tomohiro Ishii) et Hiroshi Tanahashi.

## Palmarès
- Consejo Mundial de Lucha Libre
  - 1 fois CMLL Arena Coliseo Tag Team Championship avec Okumura

- New Japan Pro Wrestling
  - 5 fois IWGP Junior Heavyweight Championship (actuel)
  - 4 fois IWGP Junior Heavyweight Tag Team Championship avec Yoshinobu Kanemaru
  - 1 fois NEVER Openweight 6-Man Tag Team Championship avec Minoru Suzuki et Ren Narita
  - Super Jr. Tag League (2021) avec Yoshinobu Kanemaru

- Pro Wrestling NOAH
  - 1 fois GHC Junior Heavyweight Tag Team Championship avec Taka Michinoku

## Récompenses des magazines
- Pro Wrestling Illustrated

| Année | 2018 | 2019 à 2020 | 2021 | 2022 | 2023 | 2024 |
| ----- | ---- | ----------- | ---- | ---- | ---- | ---- |
| Rang  | 146  | Non classé  | 102  | 39   | 115  | 60   |